# Тріумф Лестера Снепвелла
Тріумф Лестера Снепвелла (The Triumph of Lester Snapwell) — американська короткометражна кінокомедія Джеймса Келхуна 1963 року.

## Сюжет
Комічний рекламний телефільм, в стилі німого кіно.

## У ролях
- Бастер Кітон — Лестер Снепвелл
- Сігрід Нельсон — Клементіна
- Ніна Варела — мати Клементіни